# The Naked Gun 2½: The Smell of Fear
The Naked Gun 2 ½: The Smell of Fear (Agárralo como puedas 2 ½: El aroma del miedo en España; ¿Y dónde está el policía? 2 ½: El aroma del miedo en México, Chile y Venezuela; ¿Y donde está el policía? 2 ½ en el resto de Hispanoamérica y La pistola desnuda 2½ en Argentina y Paraguay), es una película de 1991 dirigida por David Zucker y protagonizada por Leslie Nielsen.
Es la secuela de The naked gun (1988). La recaudación de esta segunda parte superó a la primera y algunos de los gags están basados en los de la serie Police Squad!, que protagonizó el propio Nielsen en 1982 sin éxito.

## Sinopsis
El teniente Frank Drebin (Leslie Nielsen), junto a Jane Spencer (Priscila Presley), Nordberg (O.J. Simpson) y el intrépido capitán de policía Ed Hocken (George Kennedy), deben desbaratar los planes de Quentin Hapsburg (Robert Goulet), un empresario que desea destruir el medio ambiente.

## Reparto
- Leslie Nielsen: Teniente Frank Drebin
- Priscila Presley: Jane Spencer
- George Kennedy: Ed Hocken
- Robert Goulet: Quentin Hapsburg
- O.J. Simpson: Nordberg
- Richard Griffiths: Dr. Meinheimer / Earl Hacker
- Jacqueline Brookes: Comisaria Anabell Brumford
- Anthony James: Héctor Savage
- Lloyd Bochner: Terence Baggett
- Peter Van Norden: John Sununu

## Recepción
The Naked Gun 2 1⁄2: The Smell of Fear recibió críticas mixtas. En general, la crítica señaló que esta segunda parte no logró estar a la altura de la primera entrega, The Naked Gun: From the Files of Police Squad! de 1988. Cuenta con una aprobación del 57% en Rotten Tomatoes, basada en 40 reseñas. El consenso del sitio indica: "Naked Gun 2 1⁄2: The Smell of Fear ofrece un puñado de risas moderadas, pero en general, palidece en comparación con su predecesora".

## Estrenos
- Estados Unidos: Viernes, 28 de junio de 1991
- Canadá: Viernes, 28 de junio de 1991
- Reino Unido: Viernes, 28 de junio de 1991
- Países Bajos: Jueves, 18 de julio de 1991
- Finlandia: Viernes, 19 de julio de 1991
- España: Viernes, 2 de agosto de 1991
- Alemania: Jueves, 8 de agosto de 1991
- Austria: Viernes, 9 de agosto de 1991
- Israel: Viernes, 9 de agosto de 1991
- Suiza: Viernes, 9 de agosto de 1991
- Hong Kong: Jueves, 15 de agosto de 1991
- Suecia: Viernes, 16 de agosto de 1991
- Turquía: Viernes, 23 de agosto de 1991
- Noruega: Jueves, 29 de agosto de 1991
- Portugal: Viernes, 30 de agosto de 1991
- Venezuela: Miércoles, 4 de septiembre de 1991
- Colombia: Jueves, 5 de septiembre de 1991
- Dinamarca: Viernes, 6 de septiembre de 1991
- Bélgica: Miércoles, 11 de septiembre de 1991
- Francia: Miércoles, 11 de septiembre de 1991
- Australia: Jueves, 12 de septiembre de 1991
- Uruguay: Jueves, 12 de septiembre de 1991
- Belice: Viernes, 13 de septiembre de 1991
- Costa Rica: Viernes, 13 de septiembre de 1991
- El Salvador: Viernes, 13 de septiembre de 1991
- Guatemala: Viernes, 13 de septiembre de 1991
- Honduras: Viernes, 13 de septiembre de 1991
- México: Viernes, 13 de septiembre de 1991
- Nicaragua: Viernes, 13 de septiembre de 1991
- Panamá: Viernes, 13 de septiembre de 1991
- Filipinas: Miércoles, 18 de septiembre de 1991
- Líbano: Viernes, 20 de septiembre de 1991
- Korea del Sur: Sábado, 21 de septiembre de 1991
- Taiwán: Sábado, 21 de septiembre de 1991
- Ecuador: Miércoles, 25 de septiembre de 1991
- Singapur: Jueves, 26 de septiembre de 1991
- Brasil: Viernes, 27 de septiembre de 1991
- Sudáfrica: Viernes, 27 de septiembre de 1991
- Tailandia: Sábado, 28 de septiembre de 1991
- Argentina: Jueves, 3 de octubre de 1991
- Chile: Viernes, 4 de octubre de 1991
- Italia: Viernes, 4 de octubre de 1991
- República Dominicana: Jueves, 10 de octubre de 1991
- Nueva Zelanda: Viernes, 11 de octubre de 1991
- Hungría: Jueves, 17 de octubre de 1991
- Malasia: Jueves, 24 de octubre de 1991
- Grecia: Viernes, 25 de octubre de 1991
- Perú: Jueves, 31 de octubre de 1991
- Egipto: Lunes, 3 de febrero de 1992
- Japón: Sábado, 14 de marzo de 1992
- Eslovaquia: Jueves, 23 de abril de 1992
- República Checa: Jueves, 23 de abril de 1992